# Baltic Way
Baltic Way är en årligen återkommande matematiktävling. Tävlingen är en lagtävling för gymnasieelever i länderna runt Östersjön samt Island (som var det första landet som erkände de baltiska länderna). Tävlingen arrangeras årligen sedan 1990 till minne av Baltic Way-demonstrationen 1989.
Tävlingen genomförs under fyra timmar då lagen får 20 uppgifter att lösa. Uppgifterna är indelade i fyra grupper, Talteori, Algebra, Kombinatorik och Geometri. Varje lag består av fem deltagare som tillsammans ska lösa uppgifterna.
I de två första tävlingarna, 1990 och 1991, deltog bara de baltiska länderna. Sedan har länderna runt Östersjön deltagit. Tyskland representeras av elever från norra delen av landet, och Rysslands lag är från Sankt Petersburg. I tävlingen 1999 på Island deltog inte Ryssland på grund av den dyra resan. I senare tävlingar har andra länder inbjudits av arrangörerna, Israel 2001, Vitryssland 2004 och Belgien 2005.

## Tävlingar
| År   | Plats       | Vinnare          |
| ---- | ----------- | ---------------- |
| 1990 | Riga        |                  |
| 1991 | Tartu       |                  |
| 1992 | Vilnius     | Danmark          |
| 1993 | Riga        | Polen            |
| 1994 | Tartu       | Sankt Petersburg |
| 1995 | Västerås    | Polen            |
| 1996 | Valkeakoski | Polen            |
| 1997 | Köpenhamn   | Polen            |
| 1998 | Warszawa    | Lettland         |
| 1999 | Reykjavik   | Estland          |
| 2000 | Oslo        | Polen            |
| 2001 | Hamburg     | Israel           |
| 2002 | Tartu       | Sankt Petersburg |
| 2003 | Riga        | Sankt Petersburg |
| 2004 | Vilnius     | Sankt Petersburg |
| 2005 | Stockholm   | Polen            |
| 2006 | Åbo         | Sankt Petersburg |